# Сатароп
Сатароп је био ирански краљ који је владао западним делом Хорасана. Он је вероватно први вазал царства Кушан, а до тренутка када је сасанидски владар Ардашир I почео да осваја Иран, признао је његову власт. Али се о њему више ништа не зна.

## Извор
- Frye, Richard Nelson (1984). The History of Ancient Iran. C.H.Beck. стр. 1–411. ISBN 9783406093975. „The history of ancient iran.”